# Бреслин, Патриция
Патриция Бреслин (англ. Patricia Breslin; 17 марта 1931, Нью-Йорк, Нью-Йорк — 12 октября 2011, Балтимор) — американская актриса телевидения (в единичных случаях также появлялась на широком экране) и филантроп.

## Биография
Патриция Роуз Бреслин родилась 17 марта 1931 года в Нью-Йорке. Отца звали Эдвард Бресли (он служил судьёй), мать — Марджори, у девочки были двое сиблингов. Её отец по происхождению был ирландцем, мать — шотландского происхождения. Выросла Патриция в квартале Паркчестер (Бронкс).
Окончила женскую католическую (старшую) школу «Академия горы Святой Урсулы» затем — колледж Нью-Рошелла.
С 1949 года стала сниматься в телесериалах и телефильмах. Её карьера продолжалась два десятилетия, за которые она появилась в примерно 60 телевизионных работах и четырёх кинофильмах.

### Филантроп
В 1969 году Бреслин вышла замуж за магната Национальной футбольной лиги Арта Моделла. Став женой миллионера, она бросила карьеру актрисы и стала известным филантропом, жертвуя крупные суммы различным образовательным, медицинским и художественным организациям, особенно заметно она помогла Балтиморскому художественному музею, поспособствовала открытию хосписа при Кливлендской клинике (они с мужем жили «на два города»: Кливленд, штат Огайо; и Балтимор, штат Мэриленд).
Также семья пожертвовала 3,5 миллиона долларов на восстановление Центра лирических исполнительских искусств, Бреслин работала в правлениях Балтиморского симфонического оркестра и Художественного музея Уолтерса (все организации — в Балтиморе), занимала видные должности в фонде Make-A-Wish Foundation и нескольких других менее известных.

### Личная жизнь
Патриция Бресли была замужем дважды:
- Дэвид Оррик МакДирмон (1914—1979), актёр и режиссёр телевидения. Брак заключён 1 октября 1953 года и продолжался 16 лет, за которые у пары родилось двое сыновей, Джон и Дэвид[5][6]. Познакомившись с миллионером Артом Моделлом[англ.], женщина решила в корне поменять свою жизнь и развелась с мужем.
- Арт Моделл[англ.] (1925—2012), магнат Национальной футбольной лиги. Брак заключён 25 июля 1969 года и продолжался 42 года до самой смерти Патриции[6]. Ни в одном из браков женщина от своей фамилии не отказывалась.

### Смерть
Патриция Бреслин скончалась 12 октября 2011 года в Балтиморе (штат Мэриленд) от панкреатита. Отпевание прошло в известной Базилике Национальной святыни Успения Пресвятой Девы Марии (возведена в первой четверти XIX века, стала первым римско-католическим собором, построенным в стране). В благодарность муж Патриции внёс значительную сумму в реставрацию базилики.
Похоронена на кладбище «Друид Ридж» в городке Пайксвилл (штат Мэриленд).

## Избранная фильмография

### Телевидение
- 1949—1951 — Телевизионный театр Philco[англ.] / The Philco Television Playhouse — Джульетта (в 3 эпизодах)
- 1949, 1957 — Голдберги / The Goldbergs — Дора Барнетт (в 2 эпизодах)
- 1952—1954 — Роберт Монтгомери представляет[англ.] / Robert Montgomery Presents — Ирис Аллен (в 3 эпизодах)
- 1953—1954 — Круглый театр Армстронга[англ.] / Armstrong Circle Theatre — Джинни МакТэвиш (в 2 эпизодах)
- 1955—1958 — Народный выбор[англ.] / The People's Choice — Аманда «Мэнди» Пиплс Миллер (в 104 эпизодах)
- 1958 — Театр звёзд Шлица[англ.] / Schlitz Playhouse of Stars — Джулия Хейтон (в эпизоде False Impression)
- 1958 — Театр Alcoa[англ.] / Alcoa Theatre — Джун Данлэп (в эпизоде The Dark File)
- 1958, 1960, 1962 — Альфред Хичкок представляет / Alfred Hitchcock Presents — разные роли (в 3 эпизодах)
- 1959 — Маверик / Maverick — Элис Эпплтон / Эбигейл Аллен (в эпизоде Yellow River[англ.])
- 1959 — Миллионер[англ.] / The Millionaire — Сьюзан Баллард (в эпизоде Millionaire Susan Ballard)
- 1960 — Нарушители[англ.] / Outlaws — Джули Киттрик (в эпизоде Ballad for a Badman)
- 1960 — Детективы[англ.] / The Detectives — Джин Грэм (в эпизоде Adopted)
- 1960, 1962—1963 — Перри Мейсон / Perry Mason — разные роли (в 3 эпизодах)
- 1960, 1963 — Сумеречная зона / The Twilight Zone — разные роли (в 2 эпизодах[7])
- 1961 — Стрелок[англ.] / The Rifleman — Ко́ра Сиверс (в эпизоде Flowers by the Door)
- 1961 — Шоу Дюпонта с Джун Эллисон[англ.] / The DuPont Show with June Allyson — Энн Митчелл (в эпизоде The Haven)
- 1961 — Мятежник[англ.] / The Rebel — Элизабет Пёрди (в эпизоде Miz Purdy)
- 1961 — Новая порода[англ.] / The New Breed — Рут Уоллок (в эпизоде Sweet Bloom of Death)
- 1961 — Истории Уэллс-Фарго[англ.] / Tales of Wells Fargo — Тереза Кобёрн (в эпизоде A Killing in Calico[англ.])
- 1962 — Шоу Донны Рид / The Donna Reed Show — Милли (в эпизоде The Wide Open Spaces)
- 1962 — Приключения в раю[англ.] / Adventures in Paradise — Лоррейн Мэйбери (в эпизоде The Dream Merchant)
- 1962 — Триллер[англ.] / Thriller — Дина Даффей (в эпизоде Kill My Love)
- 1962 — Бонанза / Bonanza — Сьюзан Бланшард (в эпизоде The Miracle Maker[англ.])
- 1962 — Стоуни Бёрк[англ.] / Stoney Burke — Ли Энн Хьюитт (в эпизоде Point of Honor)
- 1962, 1964 — Час Альфреда Хичкока / The Alfred Hitchcock Hour — разные роли (в 2 эпизодах)
- 1963 — Шоу Дика Пауэлла[англ.] / The Dick Powell Show — Сьюзан Бэйрд (в эпизоде Epilogue)
- 1963 — Арест и суд[англ.] / Arrest and Trial — Элизабет Фореллен (в эпизоде Inquest Into a Bleeding Heart)
- 1963 — Доктор Килдейр[англ.] / Dr. Kildare — Мэрион Френч (в эпизоде A Vote of Confidence)
- 1964 — Величайшее шоу на Земле[англ.] / The Greatest Show on Earth — Лайза (в эпизоде Corsicans Don't Cry)
- 1964 — Вирджинец[англ.] / The Virginian — Мэри Энн Мартин (в эпизоде The Long Quest[англ.])
- 1964 — Дни в Долине Смерти / Death Valley Days — Нэнси (в эпизоде The Streets of El Paso)
- 1964 — Озарение[англ.] / Insight — Мария Гарсия (в эпизоде The Capitalist)
- 1964—1965 — Пейтон-Плейс / Peyton Place — Лора Брукс (в 30 эпизодах)
- 1965—1969 — Главный госпиталь / General Hospital — Мег Бентли (в 26 эпизодах)

### Широкий экран
- 1954 — Вперёд, чувак, вперёд![англ.] / Go Man Go — Сильвия Франклин Саперштейн
- 1958 — Энди Харди возвращается домой[англ.] / Andy Hardy Comes Home — Джейн Харди
- 1961 — Склонность к убийству[англ.] / Homicidal — Мириам Уэбстер
- 1965 — Я видела, что вы сделали / I Saw What You Did — Элли Мэннеринг